# Lola Casademunt
Lola Casademunt   (Cardedeu, 1931 - 30 de desembre de 2024) va ser una dissenyadora de moda i empresària catalana.
L'any 1981, quan tenia 50 anys i s'havia quedat vídua, va crear la marca de moda i accessoris femenina d'origen familiar Lola Casademunt a Cardedeu.
Va tenir quatre fills: Francesc, Pilar, Mar i Maite Gassó Casademunt. La filla petita, Maite, quan tenia 19 anys, va començar a treballar a l'empresa de la mare com a dissenyadora i va succeir-la en la direcció de l'empresa. L'any 2024, aquesta empresa era present en vint-i-sis països i tenia quatre franquícies.